# Musculus gemellus superior

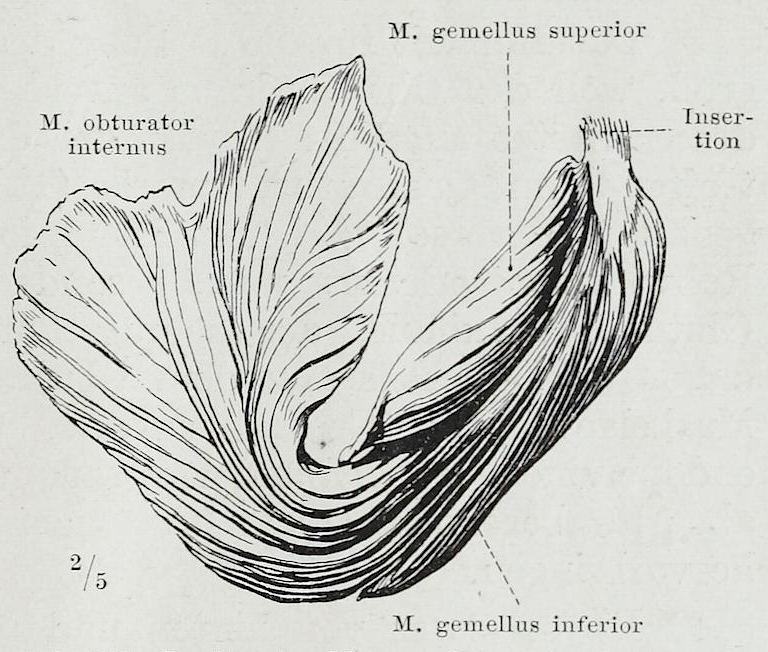
Der M. gemellus superior ist beim Menschen in der Regel mit dem M. obturatorius internus sowie dem M. gemellus inferior verwachsen.

Der Musculus gemellus superior (lat. für „oberer Zwillingsmuskel“) ist einer der Skelettmuskeln des Oberschenkels im Bereich der Hüfte. Er entspringt am Sitzbeindorn (Spina ischiadica) des Sitzbeins. Der Musculus gemellus superior liegt direkt oberhalb seines „Zwillings“, dem Musculus gemellus inferior. Er ist ein sehr schmaler Muskel und lagert sich von oben an die Endsehne des Musculus obturator internus und setzt in der Fossa trochanterica des Oberschenkelknochens an.
Bei den meisten vierfüßigen Säugetieren sind die beiden Zwillingsmuskeln zu einem einheitlichen Muskel verwachsen, werden aber aus vergleichend-anatomischer Sicht in der Pluralform – Musculi gemelli – bezeichnet. Bei Katzen sind beide Muskeln wie bei den Primaten getrennt.

## Funktion
Der Musculus gemellus superior wirkt auf das Hüftgelenk, wo er eine Außenrotation (Rotatio externa) um die longitudinale Achse, eine Adduktion und eine Streckung (Extension, auch Retroversion genannt) bewirkt. Bei nach vorn gehobenem Bein, etwa im Sitzen, führt er stattdessen zu einer Abduktion (Details siehe: M. obturator internus).